# 東海旅客鉄道新幹線鉄道事業本部
東海旅客鉄道新幹線鉄道事業本部（とうかいりょかくてつどうしんかんせんてつどうじぎょうほんぶ、英:Central Japan Railway Company, Shinkansen Operations Division）は、東海旅客鉄道（JR東海）の組織である。
新幹線全体を管理する組織で、旧日本国有鉄道新幹線総局の流れを汲んでいる。JR東海の発足当初は「新幹線運行本部」という組織名であったが、1988年2月1日に現在の組織名に改められた。

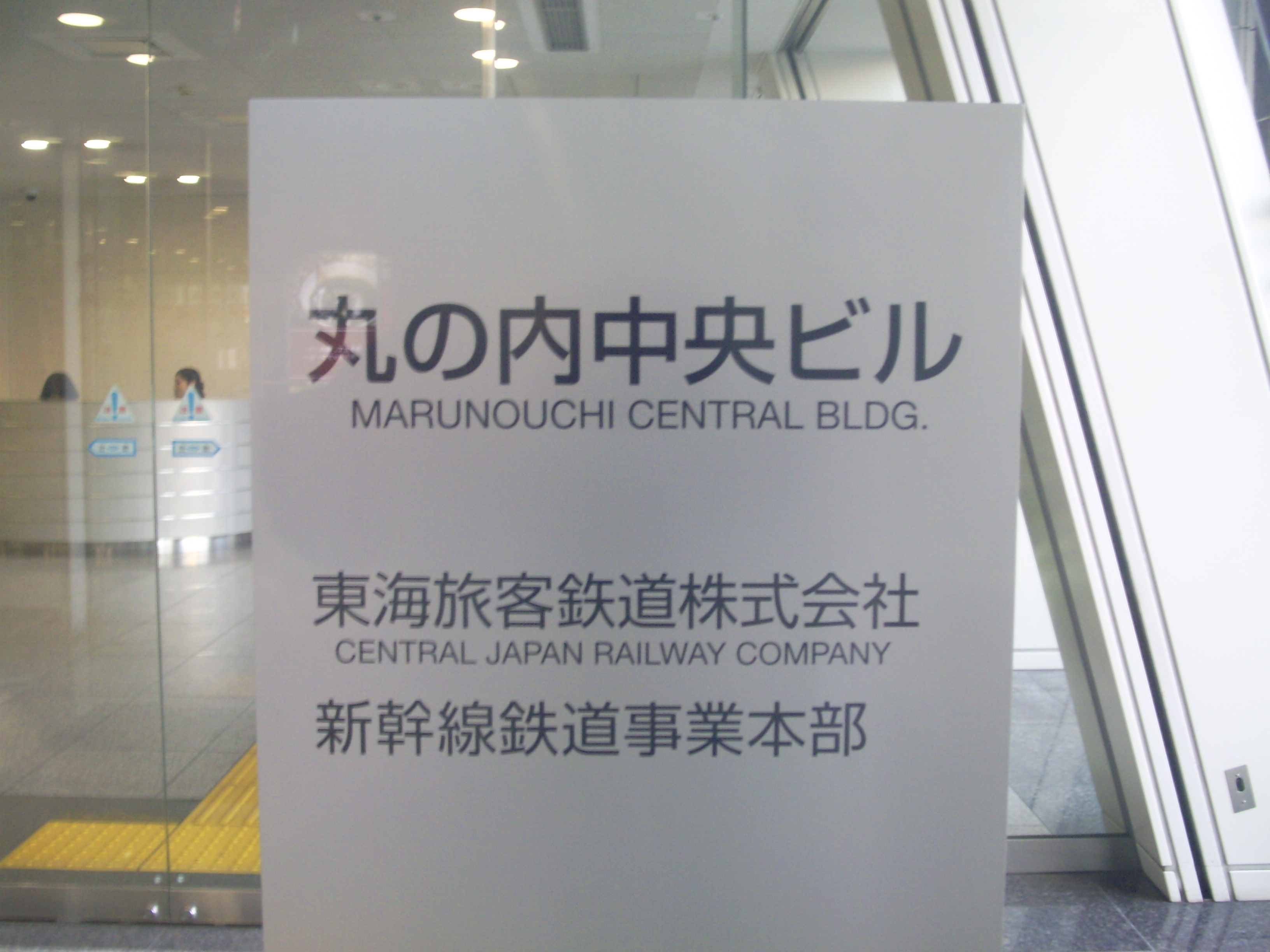
新幹線鉄道事業本部のプレート（丸の内中央ビル）

## 組織
管理部
本部内の総務・経理、労働災害防止、人事に関することを担当している。
運輸営業部
駅員、運転士、車掌の業務の指導・管理、輸送・運転保安・駅設備の企画管理、旅客サービス、営業制度・商品の販売促進、輸送計画（ダイヤ）や運用・旅客・輸送指令、運転事故防止、運転保安法規、事故災害対策、乗務員・車両の運用計画に関することを担当している。
車両部
車両関係社員の業務の指導・管理、検修設備の企画管理、車両および部品の新製･改造や図面・技術管理、検査修繕の計画・指導に関することを担当している。
施設部
施設関係社員の管理、施設関係社員の資格管理、所管業務の統合調整、予決算業務、環境対策、特殊構造物・設備の管理、設備機械の企画管理、施設の指令に関することを担当している。
電気部
電気関係社員の管理、電気関係社員の資格管理、所管業務の統合調整、予決算業務、変電・電車線・信号通信設備の保守管理、電気の需給計画、電波管理、電力・信号通信の指令に関することを担当している。
企画部
部相互間の調整に関することで管理部の所管以外のものを担当している。
関西支社
管理部・運輸営業部・工務部
関西支社内に関する本部の同じ名前の部の担当と同じ業務を担当している。なお、車両部の業務は運輸営業部が所管しており、施設・電気に関することは工務部が所管している。

## 本部直轄区間
本部が直轄しているのは、東海道新幹線のうち関東・東海地区の区間である。JR東海の在来線が乗り入れていない関東地区の駅（在来線の駅が自社線との境界駅で東日本旅客鉄道管轄となる熱海駅も含む）と、新幹線単独駅については、駅運転・営業業務も直轄している。
路線
| 路線名       | 区間            | 備考 |
| ------------ | --------------- | --- |
| 東海道新幹線 | 東京駅 - 米原駅 | 駅運転・営業業務は新幹線単独駅（熱海駅含む）と三河安城駅の新幹線駅舎のみ担当。 線路設備管理上の関西支社との境界は米原駅-栗東信号場間にある東京起点436.0km（実キロ）地点（概ね近江八幡市付近）である。 |

## 乗務員区所
- 東京第一運輸所
- 東京第二運輸所
- 名古屋運輸所

## 車両基地・車両工場
- 東京仕業検査車両所・東京修繕車両所・東京交番検査車両所（通称大井基地）
- 三島車両所（所属車両なし）
- 浜松工場

## 指令所
- 新幹線総合指令所
- 新幹線第二総合指令所
- 丸の内中央ビル

## 備考
国鉄時代は山陽新幹線も新幹線総局の管轄だったが、分割民営化に伴い西日本旅客鉄道（JR西日本）に継承されるとともに、新幹線運行本部の管轄となった。1988年10月1日の組織改正では、新幹線運行本部の廃止及び福岡支社の新設が行われ、福岡支社管轄となった新下関駅以西（同駅構内は含まない）を除き、JR西日本の並行在来線を管轄する支社が新幹線も管轄する形へと改編されたが、その後2007年7月に新幹線管理本部（現在の新幹線鉄道事業本部）が発足した。